# إيراسمو سولورزانو
إيراسمو سولورزانو (بالإسبانية: Erasmo Solórzano)‏ هو لاعب كرة قدم مكسيكي في مركز الوسط، ولد في 20 يوليو 1985 في Los Fresnos ‏ في المكسيك. لعب مع نادي شيفاز يو إس أي.

## وصلات خارجية
- إيراسمو سولورزانو على موقع الدوري الأمريكي (الإنجليزية)
- إيراسمو سولورزانو على موقع إي إس بي إن إف سي (الإنجليزية)
- إيراسمو سولورزانو على موقع قاعدة بيانات كرة القدم.إي يو (الإنجليزية)